# 回転

回転

回転（廻転、かいてん、英: rotation）は、大きさを持たない点または大きさを持つ物体が、ある点を中心としてあるいは直線を軸として、あるいは別の物体の周りを回る運動。この点を回転中心、この直線を回転軸という。回転中心や回転軸が回転する物体の内部にある場合を特に自転というときもある。まさに運動している状態を指す場合も、運動の始状態から終状態への変化や移動を指す場合もある。前者の意味を強調したい場合は回転運動ということもある。
転じて、資金などの供給・サービス業の客の出入りなどを指す場合がある。

## 物理的回転

### 点の回転
物理的または数学的な文脈での回転とは、特に断らなくとも、回転中心や回転軸から回転する点への距離が一定の運動、つまり円運動を指すことが多い。また、回転した点の軌跡が円の一部である円弧（扇形の曲線部）の場合を指すことも多い。これらの円や扇形の半径を回転半径という。回転の軌跡である円弧の中心角、すなわち、回転中心から回転する点の始めにおける位置へ引いた直線と、終わりにおける位置へ引いた直線とのなす角を回転角という。単位時間当たりの回転角を、その回転運動の角速度という。回転半径と角速度が一定な回転運動を等速円運動という。特に断らなくとも、回転という言葉が等速円運動の意味に限定されていることも多い。
ひとつの平面内の等速円運動の回転の向きは2通りが可能であり、どちらかの向きの回転の角速度を正と定め他方を負と定めれば、可能な全ての回転(等速円運動)を正負の実数で定めた角速度、および正の実数値をとる回転半径の長さ、および回転中心の位置で指定できる。
3次元空間内ではさらに回転(等速円運動)の軌跡を含む平面を指定しなくてはならない。この平面を回転面または回転平面という。
3次元空間内の回転の角速度は、回転平面に垂直で平面内で定義した角速度の大きさに比例する大きさを持つベクトル量として表すことができる。このベクトルの向きは2通りが可能だが、通常の定義では、右ネジを回転方向に回した時にネジが進む方向を角速度ベクトルの向きとする。こうして3次元空間内での可能な全ての回転(等速円運動)は、3次元ベクトルとして定義した角速度と回転半径と回転中心の位置で指定できる。
角速度や回転半径が変化するような回転運動は、瞬間的な無限小の等速円運動の連続したものとして表せる。これらの等速円運動の回転中心はそれぞれ異なるので、一般的な点の回転の軌跡から唯一の回転中心を特定することはできない。糸に結んだ小石の回転や惑星の公転(一般には等速円運動ではない)のように中心と見なせる物体が存在する場合は、その中心物体の位置を回転の中心と見なすことが多い。
力学では物体の運動はその重心の運動でモデル化でき、物体の回転運動とは物体の重心の回転運動を指すことも多い。その詳細は円運動を参照のこと。

### 物体の回転
物理学で物体の回転を扱うときは、その変形は無視して扱う。つまり物体を剛体として扱う。剛体の運動は、その重心の運動と、重心を回転中心とした剛体の回転に分解すると取り扱いやすくなる。剛体が回転しているとき、剛体内の各点は全て同じ角速度で回転しており、この角速度をこの剛体の回転の角速度と定義する。また、剛体内の各点の回転中心は1本の直線上にあり、この直線を剛体の回転の回転軸という。
剛体になんの力も働かなければ、その重心は慣性運動を行い、重心を中心とした回転の角速度は変化しない。剛体の回転運動についてのさらなる詳細は、オイラーの運動方程式を参照のこと。
点や剛体の、始めの状態から一定の回転角だけ円運動した終わりの状態への移動も単に回転といい、数学的文脈での回転はこの意味であることが多い。この意味の回転は途中の経路は無視しているので、円運動の向きとしては逆回りとなる、回転角θの回転と(θ-2π)の回転とは同値である。また一般に、nを正負の整数として回転角(θ+2nπ)の回転は全て同値である。

## 数学的定義

### Rotation
線型代数学において、回転とは、内積が定義された実線型空間における線型変換であって、その表現行列が直交行列かつ行列式が +1 であるものをいう。応用上はユークリッド空間における回転が重要である。回転の定義を素朴に表現するならば、回転中心と呼ばれる固定点から各点への距離を変えず、点同士の相対的な位置関係、すなわち距離と向きをも変えない変換であるということになる。回転中心を原点とする座標系を考えると、これらの定義は同等である。実際、表現行列が直交行列であることが、2点間の距離を変えない、すなわち合同変換であることを意味し、行列式が +1 であることが、向きを変えないということを意味する。直交行列の行列式は +1 か -1 であるが、-1 であるものは向きを変えるのであり、そのような合同変換の例として鏡映が挙げられる。
3次元ユークリッド空間における回転は、回転軸と呼ばれる固定直線からの距離および点の相対的な位置関係を変えない変換と定義されることもある。しかし、ある一点からの距離を変えない変換はそのような軸を持つことが証明できるため、どちらで定義しても同じである。一般に、奇数次元ユークリッド空間における回転は回転軸を持つ。

## 回転運動
回転の方向は、時計の運針方向を基準に時計回り (CW:Clockwise)、反時計回り (CCW:Counter Clockwise) あるいは、右回り、左回りなどと称される。
物理的な説明は円運動を、分子運動については回転準位を参照。

## 自然界の回転
- 地球の自転、公転
- 渦